# Aittitos Spata
El Aittitos Spata es un equipo de fútbol de Grecia que juega en la Liga de Ática Oriental, la cuarta división de fútbol en el país.

## Historia
Fue fundado el 23 de abril de 1947 en el municipio de Spata de Ática Oriental y en el siglo XX fue un equipo de ligas regionales que logró pocos títulos.
Fue a mediados de los años 2000 que logró jugar por primera vez en la Gamma Ethniki, pero su estancia en la liga fue de tan solo una temporada.
En la temporada 2016/17 logra el ascenso a la Gamma Ethniki por segunda ocasión, esta vez con una mejor participación, ya que en la temporada 2017/18 logra el ascenso a la Beta Ethniki por primera vez en su historia.

## Palmarés
- East Attica FCA: 2

2006–07, 2016–17
- East Attica FCA Cup: 1

2006–07